# Piotr Romankow
Piotr Grigoriewicz Romankow (Пётр Григо́рьевич Романков, ur. 17 stycznia 1904 w Jejsku, zm. 1 listopada 1990 w Leningradzie) – radziecki chemik, specjalizujący się w technologii chemicznej.
W 1929 roku ukończył Petersburski Instytut Technologiczny. W latach 1929–34 wykładał na uczelniach moskiewskich. Od 1934 ponownie pracował w Petersburgu jako asystent, następnie profesor. Prowadzone przez niego badania dotyczyły m.in. kinetycznych aspektów procesów technologicznych. 
30 września 1967 uzyskał jeden z pierwszych tytułów doktora honoris causa Politechniki Śląskiej. 

## Wybrane publikacje
- Procesy wymiany masy w technologii chemicznej: układy z fazą stałą (Массообменные процессы в системах с твердой фазой, 1975, ISBN 83-204-0158-5)
- Przykłady i zadania z zakresu aparatury i inżynierii chemicznej (Примеры и задачи по курсу процессов и аппаратов химической технологии ISBN 83-204-0333-2)